# باب دول
رابرت جوزف دول (به انگلیسی: Robert Joseph Dole) (زاده ۲۲ ژوئیهٔ ۱۹۲۳ – درگذشته ۵ دسامبر ۲۰۲۱) سناتور پیشین عضو حزب جمهوری‌خواه ایالات متحده آمریکا بود. وی بین سال ۱۹۶۹ تا ۱۹۹۶ میلادی سناتور ایالت کانزاس در سنای ایالات متحده آمریکا بود. او رقیب جمهوری‌خواه بیل کلینتون، رئیس‌جمهور وقت، در انتخابات ریاست جمهوری ۱۹۹۶ آمریکا بود. سناتور باب دول، یکی از بانفوذترین قانونگذاران و نمادی از نسل رو به انقراض کهنه‌سربازان آمریکا در جنگ جهانی بود.

## خانواده
رابرت جوزف دول بازمانده نسلی از خانواده‌های دهه‌های ۲۰ و ۳۰ سده بیستم میلادی بود که با کار سخت، فرزندان خود را تربیت کردند و دشواری‌های مالی آن دهه‌ها را پشت سر نهادند. پدر رابرت دول، زندگی خانواده را با کار فروش لبنیات و تخم‌مرغ تأمین می‌کرد و مادرش یک فروشنده لوازم خانگی بود. با این حال، باب دول بعدها توانست رقیب سرسخت یا یاری وفادار برای نسل دیگری از سیاستمداران آمریکایی باشد که در دامان خانواده‌های اشرافی آمریکایی رشد کرده بودند.

## جنگ جهانی دوم
رابرت دول که از ناحیه دست راست در جنگ در ایتالیا زخمی شد همواره قلمی را در دست راست می‌گرفت تا کسانی که بخواهند با او دست دهند دست چپ خود را دراز کنند.
زندگی یک سرباز نام کتاب زندگی‌نامه باب دول با تمرکز بر خاطرات دوران جنگ اوست که در سال ۲۰۰۵ منتشر شد.
در زمان زندگی رابرت دول، دانشگاه ایالتی کانزاس اندیشکده‌ای را به نام او برای امور سیاسی بنیان گذاشت که دربرگیرنده آرشیوی از مطالب مربوط به نیروهای جنگ جهانی دوم از آن ایالت است.

## سیاست
همسرش، الیزابت دول، نیز سناتور بود. رابرت دول که از سربازان زخمی جنگ جهانی دوم بود در ۳۶ سال کار در کنگره یکی از تاثیرگذارترین قانونگذاران و از رهبران حزب جمهوری‌خواه در مجلس سنا بود.
او از سال ۱۹۶۹ تا ۱۹۹۶ حضوری پررنگ در سنا داشت. تغییر و تبیین قوانین بسیار، از امور مالیاتی و عرصه خارجی گرفته تا برنامه‌های کشاورزی، امور تغذیه، حقوق معلولان، حمایت از افرادی که در امور استخدامی مورد تبعیض قرار می‌گیرند امور آموزشی و خدمات عمومی، همگی از نتایج کار او در مجلس سنا بودند.
دول از مبتکران برخی از اقدامات بود که امروزه به بخشی جدایی‌ناپذیر از خدمات عمومی در آمریکا تبدیل شده‌اند. بسترسازی پیاده‌روها و ساختمان‌ها برای رفت‌وآمد معلولان و به‌کارگیری مترجمان زبان اشاره در رویدادهای عمومی، شماری از خدمات او به مردم ناتوان بودند.

### دهه ۱۹۷۰
باب دول در رسوایی واترگیت، از لفاظی‌های شدید رئیس‌جمهوری هم‌حزبی خود ریچارد نیکسون خشمگین بود و آشکارا علیه او موضع گرفت. پس از سقوط دولت نیکسون در سال ۱۹۷۱ در پی آن رسوایی، رابرت دول پاداش عملکرد شفاف خود را با صدرنشینی کنوانسیون حزب جمهوری‌خواه دریافت کرد. از آن پس، او همواره یکی از برجسته‌ترین سناتورها بود؛ رئیس اکثریت یا اقلیت جمهوری‌خواهان در دهه‌های هشتاد و نود میلادی، و در مجموع، به مدت یازده سال و شش ماه چهره شماره یک حزب در کنگره ایالات متحده آمریکا بود. پس از دو دهه، میچ مکانل که در سال ۲۰۱۸ عنوان قدیمی‌ترین رهبر جمهوری‌خواهان سنا را به نام خود ثبت کرد.
رابرت دول در انتخابات ریاست‌جمهوری ایالات متحده آمریکا (۱۹۷۶) از سوی جرالد فورد به عنوان معاون رئیس‌جمهور ایالات متحده آمریکا پیشنهاد شد.
رابرت دول در آن دوره و سال‌های بعد، که با پیروزی جیمی کارتر، روند رویدادهای آمریکا حول محور گروگان‌گیری دپیلمات‌های آمریکایی در تهران می‌چرخید تحولات ایران را به‌دقت نظاره می‌کرد و منتقد سرسخت جیمی کارتر بود.

### دهه‌های ۱۹۸۰ و ۱۹۹۰
رابرت دول در سال ۱۹۸۰ و همچنین سال ۱۹۸۸ نامزد مقدماتی حزب جمهوری‌خواه بود اما از رونالد ریگان و سپس از جرج بوشِ پدر در انتخابات درون حزبی شکست خورد و به ادامه تلاش سیاسی در سنا بسنده کرد. آخرین و مهم‌ترین رقابت سیاسی او در انتخابات ریاست‌جمهوری ایالات متحده آمریکا (۱۹۹۶) در برابر بیل کلینتون بود که به شکست انجامید.
با این حال، رابرت دول در پایان دوران کار رسمی سیاسی خود، به دست راست بیل کلینتون در تهیه معاهده منع کاربرد جنگ‌افزارهای شیمیایی مبدل شد.

### دهه ۲۰۰۰
در آغاز سده بیست‌ویکم، الیزابت دول، همسر دوم باب دول، که با او از زمان کار در کاخ سفید در دوران ریچارد نیکسون آشنا شده بود بخت خود را برای نامزدی در کارزار مقدماتی انتخابات ریاست‌جمهوری سال ۲۰۰۰ آزمود که هر چند در آن ناکام بود اما به آسانی به سناتوری ایالت کارولینای شمالی در سنا دست یافت.

### دهه ۲۰۱۰
در انتخابات ریاست‌جمهوری ایالات متحده آمریکا (۲۰۱۶) برای دونالد ترامپ اهمیت بسیار داشت که بتواند حمایت باب دول را به عنوان یکی از قدرترین مهره‌های سیاسی جمهوری‌خواهان به‌دست‌آورد. رابرت دول در آن سال هرچند ابتدا از نامزدی جب بوش، برادر جرج بوشِ پسر، حمایت کرد اما سرانجام نامزدی دونالد ترامپ را تأیید کرد.
با این حال، در انتخابات ریاست‌جمهوری ایالات متحده آمریکا (۲۰۲۰) که دونالد ترامپ حاضر نبود به آسانی شکست از جو بایدن را بپذیرد باب دول با تندی به او یادآور شد که کارزار انتخاباتی تمام شده‌است و باید قرص تلخ شکست را بخورد.

### دفاع از منافع ارمنیان
وی در طول زندگی حرفه ای خود یکی از فعال‌ترین دولتمردان آمریکایی بود که از منافع ارمنی‌های آمریکا دفاع می‌کرد. او سال‌ها برای به رسمیت شناختن نسل‌کشی ارمنی‌ها تلاش کرد. در سال ۲۰۱۹ آرمن سارگسیان، رئیس‌جمهور ارمنستان، فرمانی مبنی بر اعطای جایزه دولتی به رابرت دول، سناتور پیشین جمهوری‌خواه ایالات متحده و مدافع برجسته منافع ارمنستان امضاء کرد.
باب دول که خود به عنوان یک مجروح جنگی همواره مورد احترام بود، آخرین سال‌های عمرش را بار دیگر به خدمت به جانبازان جنگی، بازماندگان کشته‌های جنگ و یادبود آن‌ها اختصاص داد.

## درگذشت
در فوریه ۲۰۲۱ تشخیص داده شد که رابرت دول به سرطان ریه مبتلا شده‌است. او تا هنگام مرگ با این بیماری دست‌وپنجه نرم می‌کرد. رابرت دول روز صبح یکشنبه ۵ دسامبر ۲۰۲۱ در خواب درگذشت. همسرش در بیانیه‌ای در سوگ درگذشتش نوشت که باب دول ۷۹ بهار عمر خود را در راه خدمت به وطن سپری کرد.